# Dack Rambo
Norman Jay "Dack" Rambo (13 de novembro de 1941 – 21 de março de 1994) foi um ator americano, amplamente conhecido por seu papel como o neto de Walter Brennan, Jeff, na série The Guns of Will Sonnett, como Steve Jacobi na novela All My Children, como o primo Jack Ewing em Dallas, e como Grant Harrison na novela Another World.

## Juventude
Norman Jay Rambo nasceu em Earlimart, Califórnia, filho de William Lester e Beatrice A. (nascida Rossi) Rambo. Ele era o filho do meio de uma família de quatro filhos. Seus irmãos eram William Donald Rambo; o gêmeo idêntico Orman Ray "Dirk" Rambo (falecido em 1967) e a irmã Beverly Jean Rambo. Beatrice Rambo sobreviveu a dois de seus três filhos.

## Carreira
Depois de se mudarem para Los Angeles na década de 1960, os gêmeos de 20 anos foram descobertas pela atriz Loretta Young em 1962 e escaladas para sua série da CBS The New Loretta Young Show. Em 5 de fevereiro de 1967, Dirk Rambo morreu em um acidente de viação aos 25 anos.
Mais tarde naquele mesmo ano, Dack Rambo conseguiu o papel de Jeff Sonnett em The Guns of Will Sonnett e co-estrelou o spin-off de curta duração do Gunsmoke, Dirty Sally, com Jeanette Nolan. Durante as décadas de 1970 e 1980, ele fez participações especiais em Marcus Welby, M.D., House Calls, Wonder Woman, The Rookies, Charlie's Angels, Fantasy Island, The Love Boat, Hotel e Murder, She Wrote. Ele interpretou Steve Jacobi em All My Children no início dos anos 1980. Ele também desempenhou o papel principal em Sword of Justice, que durou 10 episódios em 1978-79. Rambo pode ser mais lembrado na televisão por interpretar Jack Ewing em 51 episódios da novela Dallas de 1985 a 1987. Rambo também interpretou Wesley Harper na novela Paper Dolls, de curta duração da série de TV de 1984.
Rambo promoveu uma linha de roupas íntimas masculinas registrada em 1987 como "Under Ware by Dack Rambo" [sic]. Enquanto trabalhava em Another World, Rambo descobriu que estava infectado com HIV em agosto de 1991. Ele saiu da série logo depois e se aposentou da atuação. Rambo então tornou pública sua infecção pelo HIV e sua bissexualidade, revelando que ele se relacionava com homens e mulheres desde os 20 anos.

## Vida pessoal
Durante a maior parte de sua carreira, Rambo manteve-se fechado sobre sua bissexualidade, só revelando quando mencionou que era HIV positivo. Ele nunca se casou.

## Morte
Dack Rambo morreu em 21 de março de 1994, aos 52 anos de idade, de complicações decorrentes da AIDS.

## Filmografia
| Ano       | Título                          | Personagem                                                                                      | Notas                                                       |
| --------- | ------------------------------- | ----------------------------------------------------------------------------------------------- | ----------------------------------------------------------- |
| 1962–1963 | The Loretta Young Show          | Peter Massey                                                                                    | 26 episódios                                                |
| 1965      | Never Too Young                 | Tim                                                                                             | 16 episódios                                                |
| 1966      | The Virginian                   | Wesley hedges                                                                                   | Temporada 05, episódio 10: "High Stakes"                    |
| 1967      | Iron Horse                      | Tenente Shelby                                                                                  | Episódio: "Sister Death" Creditado como Norman Rambo        |
| 1967–1969 | The Guns of Will Sonnett        | Jeff Sonnett                                                                                    | 50 episódios                                                |
| 1970      | Which Way to the Front?         | Terry Love                                                                                      |                                                             |
| 1970–1971 | Gunsmoke                        | Cyrus Pike                                                                                      | 3 episódios                                                 |
| 1971      | The Man and the City            | Holland Jr.                                                                                     | Episódio: "Disaster on Turner Street"                       |
| 1971      | Cannon                          | Bryan Gibson                                                                                    | Episódio: "Stone, Cold Dead"                                |
| 1973      | Owen Marshall, Counselor at Law | Don                                                                                             | Episódio: "Sweet Harvest"                                   |
| 1974      | Dirty Sally                     | Cyrus Pike                                                                                      | 13 episódios                                                |
| 1974      | Nightmare Honeymoon             | David Webb                                                                                      |                                                             |
| 1974      | Hit Lady                        | Doug Reynolds                                                                                   | Telefilme                                                   |
| 1975      | Marcus Welby, M.D.              |                                                                                                 | Episódios: "Dark Fury" (Partes 1 & 2)                       |
| 1975      | The Rookies                     | Tommy Locke                                                                                     | Episódio: "Angel"                                           |
| 1977      | Good Against Evil               | Andy Stuart                                                                                     | Telefilme                                                   |
| 1977      | Wonder Woman                    | Andros                                                                                          | Episódios: " Mind Stealers from Outer Space" (Partes 1 & 2) |
| 1977      | Tabitha                         | Ted                                                                                             | Episódio: "Tabitha's Triangle"                              |
| 1978      | A Double Life                   | Jack Cole                                                                                       | Telefilme                                                   |
| 1978–1979 | Sword of Justice                | Jack Cole                                                                                       | 10 episódios                                                |
| 1978–1986 | Fantasy Island                  | Capitão Timothy Black / Carl Wagner / Mike O'Brien / Capitão Rawlins / Príncipe Peter d'Anatoli | 6 episódios                                                 |
| 1979–1986 | The Love Boat                   | Boyd Hughes / Alan Marciano / Peter Welch                                                       | 3 episódios                                                 |
| 1980      | Waikiki                         | Ronnie                                                                                          | Telefilme                                                   |
| 1980      | Charlie's Angels                | Steve                                                                                           | Episódio: "Angel in Hiding"                                 |
| 1981      | House Calls                     |                                                                                                 | Episódio: "All About Adam"                                  |
| 1981      | Rich and Famous                 | Kent                                                                                            | Sem créditos                                                |
| 1982–1983 | All My Children                 | Steve Jacobi                                                                                    | 7 episódios                                                 |
| 1983–1987 | Hotel                           | Vários                                                                                          | 3 episódios                                                 |
| 1984      | The Mississippi                 |                                                                                                 | Episódio: "Wheels of Justice"                               |
| 1984      | No Man's Land                   | Connell                                                                                         | Telefilme                                                   |
| 1984      | Paper Dolls                     | Wesley Harper                                                                                   | 13 episódios                                                |
| 1984–1990 | Murder, She Wrote               | Vários                                                                                          | 3 episódios                                                 |
| 1985–1987 | Dallas                          | Jack Ewing                                                                                      | 51 episódios                                                |
| 1987      | Shades of Love: Lilac Dream     | Matt                                                                                            | Lançamento direto para vídeo                                |
| 1988      | Lonely Knights                  | Brad Moore                                                                                      | Telefilme                                                   |
| 1988      | Hunter                          | Vice-promotor Jason Leffler                                                                     | Episódio: "Presumed Guilty"                                 |
| 1989      | The Spring                      | Andy                                                                                            |                                                             |
| 1989      | Highway to Heaven               | Larry Nichols                                                                                   | Episódio: "The Source"                                      |
| 1990      | Murder, She Wrote               | Arnold                                                                                          | Título alternativo: "Fixer Upper"                           |
| 1990      | Ultra Warrior                   | Kenner                                                                                          | Título alternativo: Welcome to Oblivion                     |
| 1990      | River of Diamonds               | John Tregard                                                                                    |                                                             |
| 1990–1991 | Another World                   | Grant Harrison                                                                                  | 14 episódios, (último papel)                                |